# Agence Matrix
Agence Matrix (Threat Matrix) est une série télévisée américaine en seize épisodes de 42 minutes, créée par Daniel Voll dont quatorze épisodes ont été diffusés entre le 18 septembre 2003 et le 22 janvier 2004 sur le réseau ABC.
En France, la série a été diffusée à partir du 5 septembre 2004 sur TF1. Elle reste inédite dans les autres pays francophones.

## Synopsis
Chaque matin, le Président des États-Unis reçoit un rapport nommé "Threat Matrix". Ce rapport contient des informations sur les menaces qui planent sur le pays. Il est rédigé par les membres de l'Agence Matrix. Cette agence est composée de membres d'origines diverses et variées dont le but premier est de surveiller et d'éradiquer toutes les menaces d'origines terroristes ou autre.
L'équipe est sous les ordres de John Kilmer, un agent spécial du FBI et est composée de Frankie Ellroy-Kilmer, membre de la CIA spécialiste en interrogatoire et profiler et ex-femme de John, de Mohamed dit "Mo" un ex-agent de la CIA, d'Anne Larkin une brillante scientifique, de Tim Vargas un ancien agent de la D.E.A et de Jelani, un génie en informatique qui se fait épauler par la jeune Holly Brodeen.
Les agents de l'Agence Matrix disposent des dernières technologies pour mener à bien leur mission et ne doivent de comptes à personne d'autre qu'au Colonel Roger Atkins, leur agent de liaison avec la Maison Blanche.

## Accroche
Chaque matin, le Président reçoit un rapport faisant état de plusieurs sérieuses menaces terroristes pesant sur les Etats-Unis. Ce rapport est établi par l'Agence Matrix. Le Département de la Sécurité Intérieure a formé une équipe de 10 agents issus du FBI, de la CIA et de la NSA pour analyser et au besoin contrer les menaces terroristes dont nous faisons l'objet. Leur mission est d'assurer notre sécurité... Nous sommes sur la bonne voie

## Distribution

### Acteurs principaux
- James Denton (VF : Arnaud Arbessier) : John Kilmer
- Kelly Rutherford (VF : Céline Duhamel) : Frankie Ellroy-Kilmer
- Will Lyman (VF : Philippe Catoire) : Colonel Roger Atkins
- Anthony Azizi (VF : Xavier Fagnon) : Mohammad « Mo » Hassain
- Kurt Caceres (en) (VF : Emmanuel Garijo) : Tim Vargas (9 épisodes)
- Mahershala Ali (VF : Gilles Morvan) : Jelani Harper
- Melora Walters (VF : Pascale Vital) : Lia « Lark » Larkin (13 épisodes)

### Acteurs secondaires
- Lorraine Toussaint (VF : Anne Jolivet) : Carina Wright (5 épisodes)
- Steven Petrarca (VF : Antoine Doignon) : Agent Adam Anders (6 épisodes)
- Kelly Hu (VF : Dominique Vallée) : Agent Mia Chen (3 épisodes)
- Shoshannah Stern : Holly Brodeen (6 épisodes)

## Épisodes
1. Première mission (Pilot)
2. Soldat dans l'âme (Veteran’s Day)
3. La Dame de pique (Doctor Germ)
4. Course à la mort (Natural Borne Killers)
5. Faux frère (Patriot Acts)
6. Destination inconnue (In Plane Sight)
7. Le Choix de Frankie (Alpha-126)
8. Sniper (Under the Gun)
9. Passion froide (Cold Cash)
10. Agent sous couverture (Flipping)
11. Braquage à la Mexicaine (Mexico)
12. Pressions diplomatiques (PPX)
13. À L'image du père ? (Stochastic Variable)
14. Voleurs de vies (Extremist Makeover)
15. Dans la ligne de tir (19 Seconds)
16. Les Démons du passé (Cambodia)

## Commentaires
Il est prétendu dans la série que la cause affirmée de la catastrophe de Bhopal serait un sabotage terroriste, mais cette cause avancée n'est pas factuelle, car la sécurité a délibérément été sacrifée, au nom du profit.